# Can Bosc (Sant Llorenç d'Hortons)
Can Bosc és una obra del municipi de Sant Llorenç d'Hortons (Alt Penedès) inclosa en l'Inventari del Patrimoni Arquitectònic de Catalunya.

## Descripció
Es tracta d'una espaiosa masia a dues vessants, rectangular, de planta, pis i golfes, dos miradors porxats, amb pati-barri i cellers. Compta amb una distribució tradicional: gran entrada -amb sostre de volta- repartidora del menjador, cuina, llar de foc, cellers, etc. i escala que condueix al primer pis on trobem la sala que reparteix les habitacions, amb decoració d'antiguitats exquisida: calaixeres, llits, quadres, gravats, etc., i finalment un altre escala que porta a les golfes que reben la claror per dues grans arcades. La façana principal fou renovada el 1978 fent-hi tres balcons simètrics, a les baranes dels quals consta aquesta data i les inicials de l'amo. Cal esmentar una gran galeria porticada a l'esquerra del casal i la masoveria annexa, construïda a primeries de segle.

## Història
La família conserva documentació des del segle xvi. Entre les antiguitats, cal esmentar una pintura de la casa, feta per l'avi a primeries de segle. A prop de la casa, hi ha tres casalets que havien estat de parcers, actualment tancats.